# Submission

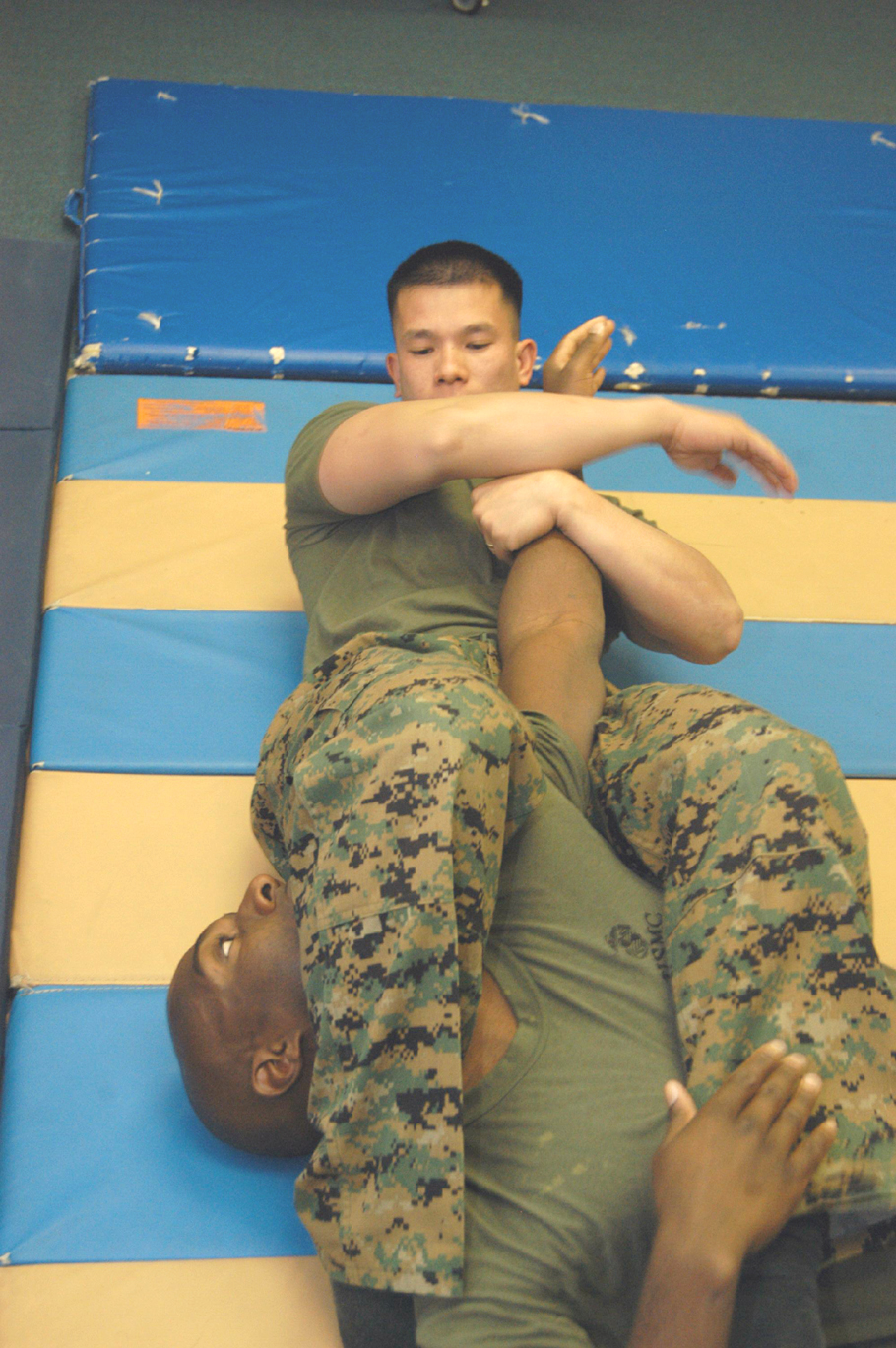
Ett armlås får den undre personen att ge upp genom att klappa motståndaren på benet.

Submission är ett begrepp som används inom kampsporter som till exempel brasiliansk jiu-jitsu, Submission wrestling, Shooto, mixed martial arts med flera och syftar till en teknik (vanligtvis ett lås eller en strypning) som får motståndaren att klappa i mattan och ge upp matchen. Ordet kommer från engelskans submit som betydet "ge upp".
Submission sker oftast genom att man klappar tre gånger i marken eller på motståndaren och då bryter ringdomaren matchen. Detta kallas "Tap out" vilket betyder "klappa ut". Submission kan även ske verbalt.

## Teknisk submission
Teknisk submission innebär att atleten svimmar, bryter arm i ett armlås till exempel.